# Elektra (film 2005)
Elektra – amerykański film akcji na podstawie serii komiksów o superbohaterce o tym samym imieniu wydawnictwa Marvel Comics. Za reżyserię odpowiadał Rob Bowman na podstawie scenariusza Zaka Penna, Stu Zichermana i Ravena Metznera. Jest on  spin-offem filmu Daredevil z 2003 roku. Tytułową rolę zagrała Jennifer Garner, a obok niej w głównych rolach wystąpili: Goran Višnjić, Will Yun Lee, Cary-Hiroyuki Tagawa i Terence Stamp.
Elektra Natchios, płatna zabójczyni, zostaje zmuszona do ochrony Marka Millera i jego córki, Abby przed najemnikami z organizacji Dłoń.
Światowa premiera filmu miała miejsce 8 stycznia 2005 roku w Las Vegas. W Polsce zadebiutował on 18 lutego tego samego roku. Film przy budżecie 43 miliony dolarów zarobił niecałe 57 milionów i okazała się finansową porażką. Otrzymał on negatywne oceny od krytyków. W październiku 2005 roku wydano reżyserską wersję filmu. Élodie Yung zagrała Elektrę w serialach telewizyjnych Daredevil i Defenders.

## Streszczenie fabuły
Elektra Natchios, po tym jako została zabita w filmie Daredevil, zostaje wskrzeszona przez Sticka, niewidomego mistrza sztuk walki. Naucza on ją starożytnej sztuki Kimagure, dzięki której zyskuje ona zdolność wskrzeszania zmarłych i prekognicji. Elektra jednak zostaje wydalona z ośrodka treningowego Sticka z powodu niezdolności do pohamowania wściekłości do zabójcy swojej matki. Po odejściu wykorzystuje swój trening, aby zostać zabójcą kontraktowym.
Po kilku latach, agent Elektry, McCabe otrzymuje dużą ofertę od anonimowego klienta, który chce zatrudnić Elektrę. Klient ten ma warunek, który polega na tym, że Elektra ma spędzić kilka dni w wynajętym domu na wyspie, gdzie ma zostać wykonane zlecenie. Dopiero wtedy zostaną jej ujawnione nazwiska celów. Podczas oczekiwania Elektra przyłapuje dziewczynę o imieniu Abby, która próbuje ukraść naszyjnik po jej matce. Odsyła ją, a później ją poznaje i zaprzyjaźnia się z jej ojcem, Markiem Millerem. Abby zaprasza Elektrę na obiad w imieniu ojca. Elektra zaczyna interesować się Millerem, ale wkrótce dowiaduje się, że to on i jego córka są jej celami. Elektra postanawia ich oszczędzić i odchodzi. Udaje się jej powrócić na czas, aby ich ochronić przed zabójcami wysłanymi przez Dłoń, przestępczą organizację najemników ninja.
Roshi, przywódca Dłoń, dowiaduje się o nieudanej próbie i pozwala swojemu synowi Kirigiemu poprowadzić nową drużynę zabójców, aby zabić Elektrę i przyprowadzić mu Abby, którą określa jako „Skarb”. Elektra próbuje zostawić Millera i jego córkę pod ochroną Sticka, ale on odmawia jej i mówi, aby sama ich chroniła. Elektra zabiera ich do wiejskiego domu McCabe’a, ale zostają wytropieni przez Kirigiego, Typhoid, Stone’a, Kinkou i Tattoo. Elektra ucieka z Markiem i Abby przez tajne podziemne wyjście do sadu, a McCabe poświęca się, aby zyskać im czas.
Kirigi i jego zabójcy szukają Elektry, Marka i Abby w sadzie. Elektra zabija Stone’a, a Abby i Mark zabijają Kinkou jednym z jego własnych sztyletów. Kiedy Elektra jest zaskoczona odkryciem, że Abby zna sztuki walki, Tyfus daje jej „Pocałunek Śmierci”, a Abby zostaje schwytana przez Kirigiego. Stick i jego ludzie przybywają na ratunek, zmuszając Kirigiego, Typhoid i Tattoodo odwrotu. Stick ratuje Elektrę przed śmiercią i zabiera całą trójkę pod swoją ochronę.
Stick potwierdza, że Abby jest „Skarbem”, cudownym dzieckiem sztuk walki, którą Dłoń planuje wykorzystać. Elektra dowiaduje się, że ona sama była „Skarbem”, co doprowadziło do walki z Dłonią, w której zginęła jej matka. Elektra poprzez projekcję astralną spotka się z Kirigim i wyzywa go na walkę, której zwycięzca zabierze Abby. Elektra pojawia się w swoim domu z dzieciństwa, by zmierzyć się z Kirigim i odkrywa, że to on zabił jej matkę.
Elektra zostaje pokonana przez Kirigiego. Na jej ratunek przybywa Abby, która zajmuje go na tyle długo, aby Elektra odzyskała siły. Elektra i Abby uciekają i ukrywają się w labiryncie żywopłotu, jednak Abby zostaje schwytana przez węże wysłane przez Tattoo. Elektra odnajduje Tattoo i skręca mu kark. Elektra po raz drugi walczy z Kirigim, pokonuje go i zabija. Typhoid zatruwa i zabija Abby. Elektra zabija Typhoid i próbuje obudzić Abby, następnie uspokaja się i wskrzesza ją używając Kimagure.
Elektra przygotowuje się do odejścia i żegna się z Markiem. Mówi Abby, żeby prowadziła normalne życie. Elektra odchodzi, mając nadzieję, że Abby nie będzie taka jak ona. Później Elektra pojawia się w firmie zajmującej się projektowaniem konstrukcji, gdzie pracuje jako technik.

## Obsada
- Jennifer Garner jako Elektra Natchios, córka milionera Nikolasa Natchiosa, która jako dziecko była świadkiem morderstwa swojej matki, przez co jej ojciec postanowił wyszkolić ją w sztukach walki[2].
- Goran Višnjić jako Mark Miller, ojciec Abby[2].
- Will Yun Lee jako Kirigi, przywódca Dłoni i wróg Elektry[2].
- Cary-Hiroyuki Tagawa jako Roshi, przywódca Dłoni, ojciec Kirigiego[2].
- Terence Stamp jako Stick, mentor Elektry i członek Chaste[2].

W filmie ponadto wystąpili: Kirsten Prout jako Abby Miller, córka Marka; Colin Cunningham jako McCabe, agent Elektry; Hiro Kanagawa jako Meizumi, asystent Roshiego i Kurt Max Runte jako Nikolas Natchios, ojciec Elektry oraz Bob Sapp jako Stone, Natassia Malthe jako Typhoid, Chris Ackerman jako Tattoo i Edison T. Ribeiro jako Kinkou, którzy przynależeli do Dłoni.

## Produkcja
W lutym 2003 roku poinformowano, że planowany jest spin-off filmu Daredevil z Jennifer Garner w tytułowej roli. Na stanowisku reżysera został zatrudniony Rob Bowman, a do napisania scenariusza Zak Penn, Stu Zicherman i Raven Metzner.
Za zdjęcia odpowiadał Bill Roe, za scenografię Graeme Murray, a za kostiumy Lisa Tomczeszyn. Montażem zajął się Kevin Stitt.
Ben Affleck powtórzył swoją rolę jako Matt Murdock / Daredevil, jednak scena z jego udziałem została wycięta na etapie postprodukcji.

## Muzyka
Do skomponowania muzyki do filmu zatrudniony został Christophe Beck. Ścieżka dźwiękowa Elektra (Original Motion Picture Score) z muzyką Becka została wydana 25 stycznia 2005 roku. Album koncepcyjny Elektra: The Album wydano 11 stycznia tego samego roku.
| Elektra: The Album – 2005 | Elektra: The Album – 2005          | Elektra: The Album – 2005 | Elektra: The Album – 2005 |
| Nr                        | Tytuł utworu                       | Wykonawca                 | Długość                   |
| ------------------------- | ---------------------------------- | ------------------------- | ------------------------- |
| 1.                        | „Never There (She Stabs)”          | Strata                    | 3:44                      |
| 2.                        | „Hey Kids”                         | Jet                       | 2:58                      |
| 3.                        | „Everyone is Wrong”                | The Donnas                | 3:28                      |
| 4.                        | „Sooner or Later”                  | Switchfoot                | 4:09                      |
| 5.                        | „Thousand Mile Wish (Elektra Mix)” | Finger Eleven             | 4:00                      |
| 6.                        | „Wonder”                           | Megan McCauley            | 3:53                      |
| 7.                        | „Your Own Disaster”                | Taking Back Sunday        | 5:42                      |
| 8.                        | „Breathe No More”                  | Evanescence               | 3:48                      |
| 9.                        | „Photograph”                       | 12 Stones                 | 3:58                      |
| 10.                       | „Save Me”                          | Alter Bridge              | 3:27                      |
| 11.                       | „Beautiful”                        | The Dreaming              | 3:03                      |
| 12.                       | „Hollow”                           | Submersed                 | 4:04                      |
| 13.                       | „Angels With Even Filthier Souls”  | Hawthorne Heights         | 2:55                      |
| 14.                       | „5 Years”                          | The Twenty Twos           | 3:52                      |
| 15.                       | „In the Light”                     | Full Blown Rose           | 4:13                      |
|                           |                                    |                           | 57:14                     |

| Elektra (Original Motion Picture Score) – 2005 | Elektra (Original Motion Picture Score) – 2005 | Elektra (Original Motion Picture Score) – 2005 | Elektra (Original Motion Picture Score) – 2005 |
| Nr                                             | Tytuł utworu                                   | Autor                                          | Długość                                        |
| ---------------------------------------------- | ---------------------------------------------- | ---------------------------------------------- | ---------------------------------------------- |
| 1.                                             | „Main Title”                                   | C. Beck                                        | 1:31                                           |
| 2.                                             | „DeMarco’s End”                                | C. Beck                                        | 2:07                                           |
| 3.                                             | „Ferry Crossing”                               | C. Beck                                        | 3:19                                           |
| 4.                                             | „Insomnia”                                     | C. Beck                                        | 2:11                                           |
| 5.                                             | „Ninjas”                                       | C. Beck                                        | 4:04                                           |
| 6.                                             | „The Hand”                                     | C. Beck                                        | 1:23                                           |
| 7.                                             | „Gnarly Gongs”                                 | C. Beck                                        | 1:15                                           |
| 8.                                             | „Stick”                                        | C. Beck                                        | 2:04                                           |
| 9.                                             | „Just Sit Quietly”                             | C. Beck                                        | 1:04                                           |
| 10.                                            | „The Kiss”                                     | C. Beck                                        | 1:39                                           |
| 11.                                            | „Escape From McCabe’s”                         | C. Beck                                        | 2:20                                           |
| 12.                                            | „Tattoo”                                       | C. Beck                                        | 0:49                                           |
| 13.                                            | „The Forest”                                   | C. Beck                                        | 1:47                                           |
| 14.                                            | „Wolf Run”                                     | C. Beck                                        | 1:58                                           |
| 15.                                            | „Typhoid”                                      | C. Beck                                        | 2:17                                           |
| 16.                                            | „Just a Girl”                                  | C. Beck                                        | 1:49                                           |
| 17.                                            | „Homecoming”                                   | C. Beck                                        | 1:54                                           |
| 18.                                            | „Candle Trick”                                 | C. Beck                                        | 1:41                                           |
| 19.                                            | „Kirigi”                                       | C. Beck                                        | 2:29                                           |
| 20.                                            | „Hedge Maze Brawl”                             | C. Beck                                        | 2:36                                           |
| 21.                                            | „Elektra’s Second Life”                        | C. Beck                                        | 4:55                                           |
|                                                |                                                |                                                | 45:12                                          |

## Wydanie
Światowa premiera Elektry miała miejsce 8 stycznia 2005 roku w Las Vegas. Podczas wydarzenia uczestniczyła obsada i produkcja filmu oraz zaproszeni specjalni goście. Premierze tej towarzyszył czerwony dywan oraz szereg konferencji prasowych. Dla szerszej publiczności w Stanach Zjednoczonych zadebiutował 14 stycznia. W Polsce film miał premierę 18 lutego tego samego roku.
5 kwietnia 2005 roku film został wydany na DVD w Stanach Zjednoczonych, a w Polsce, 22 czerwca 2005.
Wersja reżyserska
18 października 2005 roku w Stanach Zjednoczonych została wydana wersja reżyserka filmu Elektra: Director’s Cut na DVD, która została rozszerzona o dodatkowe niecałe 3 minuty w stosunku do wersji kinowej. 4 maja 2010 roku została ona wydana na nośniku Blu-ray.

## Odbiór

### Box office
Film przy budżecie 43 miliony dolarów zarobił niecałe 57 milionów, z czego prawie 24 miliony w Stanach Zjednoczonych i Kanadzie oraz około 46 tysięcy w Polsce.

### Krytyka w mediach
Film otrzymał negatywne oceny od krytyków. W serwisie Rotten Tomatoes 11% z 166 recenzji filmu jest pozytywnych (średnia ocen wyniosła 3,83 na 10). Na portalu Metacritic średnia ocen z 35 recenzji wyniosła 34 punktów na 100. Natomiast według serwisu CinemaScore publiczność przyznała mu ocenę B w skali od F do A+.

### Nominacje
| Rok  | Ceremonia          | Kategoria                                | Nominowani                       | Rezultat  | Przypis |
| ---- | ------------------ | ---------------------------------------- | -------------------------------- | --------- | ------- |
| 2005 | Teen Choice Awards | Ulubiona aktorka filmu akcji / thrillera | Jennifer Garner                  | Nominacja | [ 24 ]  |
| 2005 | MTV Movie Awards   | Najlepszy pocałunek                      | Jennifer Garner, Natassia Malthe | Nominacja | [ 25 ]  |